# Perizoma flavescens
Perizoma flavescens är en fjärilsart som beskrevs av Barend J. Lempke 1969. Perizoma flavescens ingår i släktet Perizoma och familjen mätare. Inga underarter finns listade i Catalogue of Life.